# Manoir du Clos de Pouvray
Le manoir du Clos de Pouvray est un manoir situé à Vernou-sur-Brenne (Indre-et-Loire) et inscrit aux monuments historiques le 1 juin 1964.